# White Cube (London)

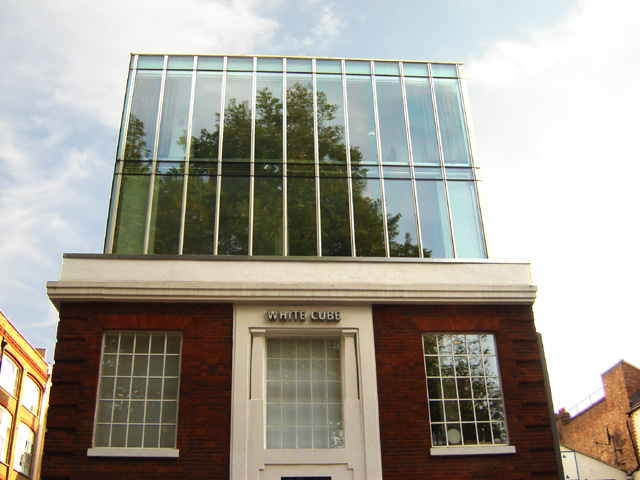
White Cube, Hackney, East London

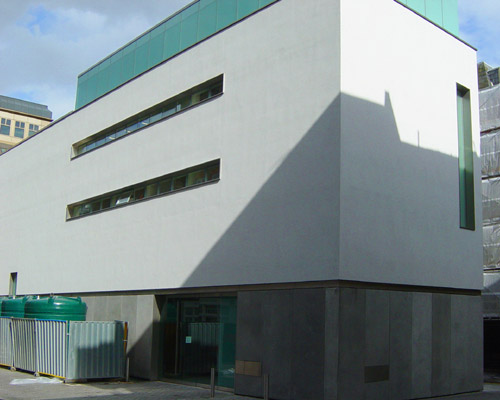
White Cube gallery, West End, London

Die Galerie White Cube ist eine der bekanntesten kommerziellen Galerien für Gegenwartskunst in Großbritannien. Der Name bezieht sich auf die allgemeine Praxis, Kunst in weiß gestrichenen Räumen zu präsentieren (siehe Begriff White Cube). Die Galerie präsentierte unter anderem Gilbert & George, Anselm Kiefer, verschiedene Young British Artists wie Damien Hirst oder Tracey Emin und viele andere international breit rezipierte Künstler.

## Geschichte
Die Galerie wurde 1993 vom britischen Kunsthändler und Galeristen Jay Jopling als ein Projekt für zeitgenössische Kunst in der Londoner Duke Street, St. James’s, gegründet und entwickelte sich schnell zu einer einflussreichen kommerziellen Galerie, obwohl es sich um einen der kleinsten Ausstellungsräume in Europa handelte. Zentrales Anliegen bei der Aufstellung des Programms war die Schaffung eines intimen Raums, in dem ein Künstler eine einzige, für ihn wichtige Arbeit in einem Raum konzentriert präsentieren konnte.
Im April 2000 zog die Galerie an den bei Künstlern und Hipstern beliebten Hoxton Square im East End. 2006 wurden weitere Ausstellungsräume im Mason’s Yard ebenfalls im Londoner Stadtbezirk St. James’s eröffnet. Das von MRJ Rundell & Associates entworfene Gebäude ist das erste freistehend in diesem Viertel gebaute seit über 30 Jahren. 2011 folgte das White Cube Bermondsey.
März 2012 wurde mit dem White Cube Hongkong die erste Dependance außerhalb Großbritanniens eingerichtet, im Dezember desselben Jahres folgte White Cube São Paulo als siebente Dependance der Galerie.
Im Jahr 2012 wurde die Galerie in Hoxton geschlossen, 2015 dann auch White Cube São Paulo.

## Kritik
1999 erklärte die Künstlergruppe der Stuckisten die Praxis der Präsentation in weißen Räumen für steril und altmodisch; sie richteten entsprechend in der Nähe der kommerziell ausgerichteten Galerie White Cube Hoxton Ausstellungsräume mit bunten Wänden ein.
2015 wurde White Cube Hoxton von Gentrifizierungsgegnern angegriffen; Wände in der Nähe der Einrichtung wurden mit Sprüchen wie „Yuppies out“ and „Class War“ besprüht.